# Chang Chi-yŏn
Chang Chi-yŏn (장지연) est un journaliste et homme politique coréen né le 30 novembre 1864 et mort le 2 octobre 1921?
Il se rend célèbre en signant un éditorial dans le Hwangseong Sinmun (en), intitulé I Wail Bitterly Today (en), qui critique violemment le Traité d'Eulsa de 1905 signé entre la Corée et le Japon

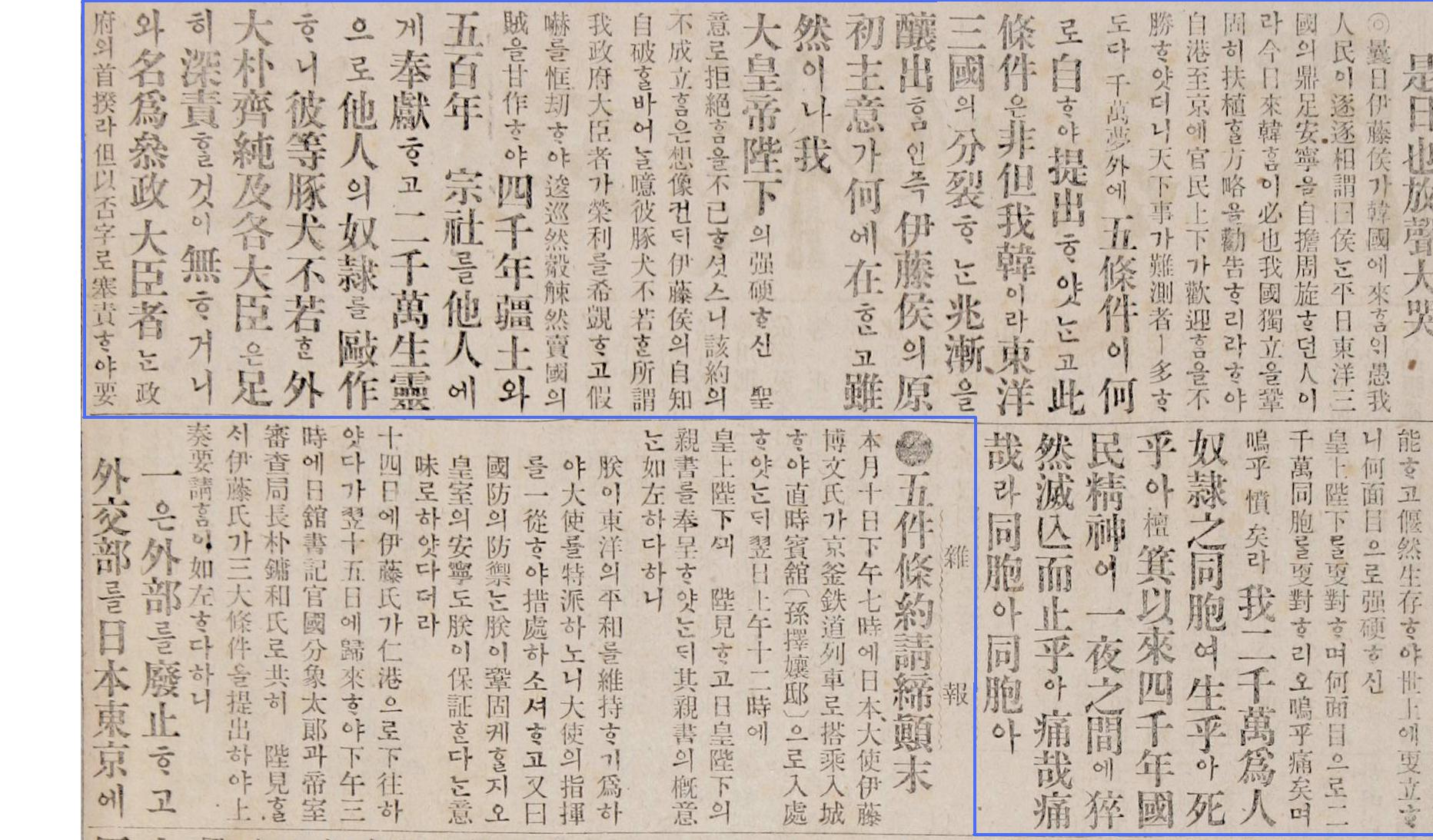
éditorial I Wail Bitterly Today.